# Cudahy (Californie)
Pour les articles homonymes, voir Cudahy.
Cudahy est une ville du comté de Los Angeles, dans l'État de Californie aux États-Unis. Sa population était de 24 208 habitants au recensement de 2010, dont plus de 96 % de Latinos.

## Géographie
Selon le Bureau du recensement, sa superficie totale est de 2,9 km2.

## Démographie
| Groupe            | Cudahy | Californie | États-Unis |
| ----------------- | ------ | ---------- | ---------- |
| Blancs            | 49,2   | 57,6       | 72,4       |
| Autres            | 43,4   | 17,0       | 6,2        |
| Métis             | 4,3    | 4,9        | 2,9        |
| Afro-Américains   | 1,4    | 6,2        | 12,6       |
| Amérindiens       | 1,0    | 1,0        | 0,9        |
| Asiatiques        | 0,6    | 13,1       | 4,8        |
| Océaniens         | 0,1    | 0,4        | 0,2        |
| Total             | 100    | 100        | 100        |
|                   |        |            |            |
| Latino-Américains | 96,0   | 37,6       | 16,7       |

Selon l'American Community Survey, en 2010, 92,52 % de la population âgée de plus de 5 ans déclare parler l'espagnol à la maison, 6,72 % déclare parler l'anglais et 0,76 % une autre langue.
| 1970   | 1980   | 1990   | 2000   | 2010   | - |
| ------ | ------ | ------ | ------ | ------ | - |
| 16 998 | 18 275 | 22 817 | 24 208 | 23 805 | - |

## Jumelages
San Miguel El Alto (Mexique)